# Naturschutzgebiet Steinsmark (Meinerzhagen)

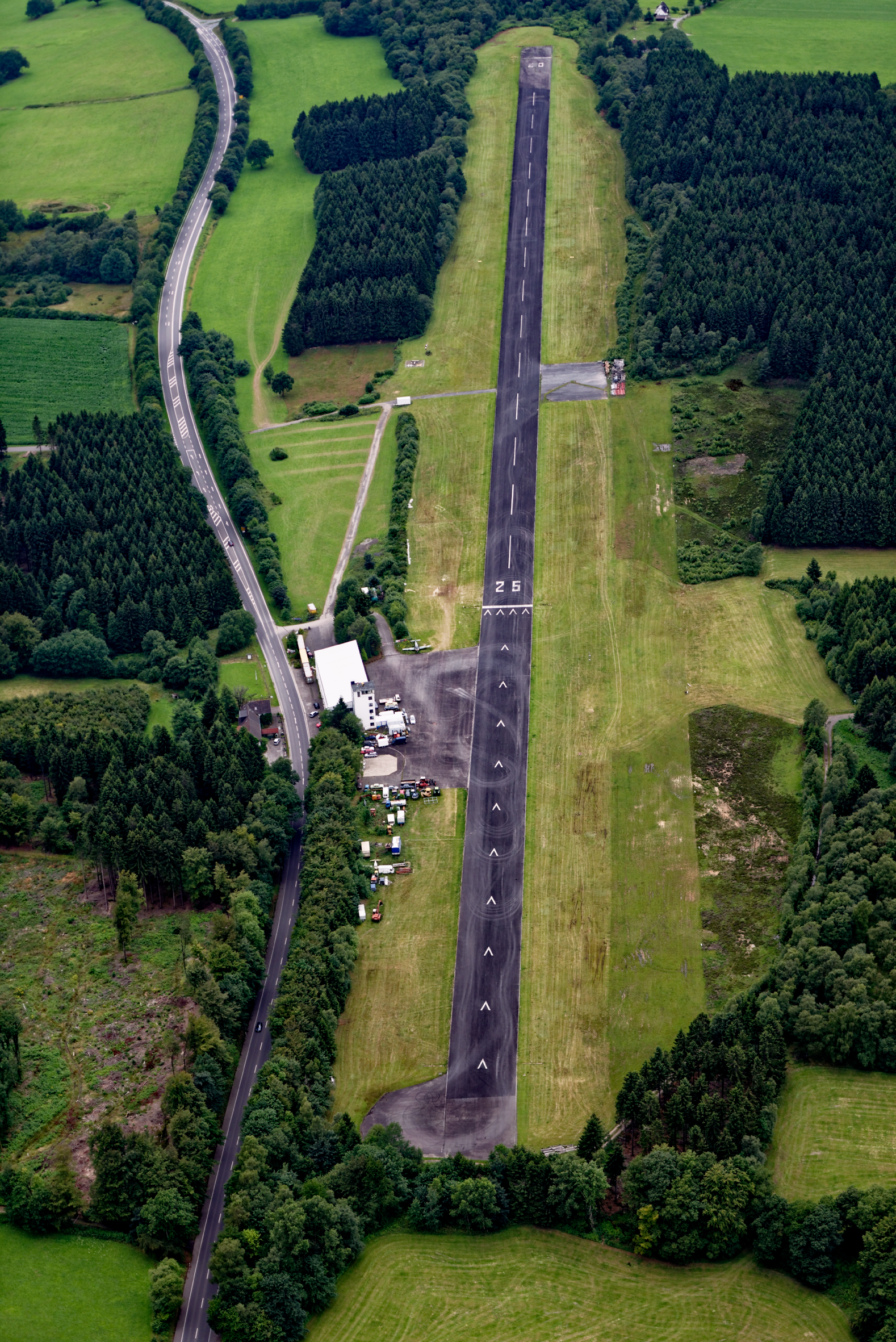
Naturschutzgebiet Steinsmark (Meinerzhagen) und Naturschutzgebiet Steinsmark (Kierspe) rechts vom Flugfeld

Das Naturschutzgebiet Steinsmark ist ein 1,26 ha großes Naturschutzgebiet (NSG) nördlich vom Flugplatz Meinerzhagen in der Stadt Meinerzhagen im Märkischen Kreis in Nordrhein-Westfalen. Das NSG wurde 2001 vom Kreistag des Märkischen Kreises mit dem Landschaftsplan Nr. 6 Meinerzhagen ausgewiesen. Westlich schließt auf dem Gebiet von Kierspe direkt das gleichnamige Naturschutzgebiet an.

## Gebietsbeschreibung
Bei dem NSG handelt es sich um eine Heide, ferner um Nass- und Feuchtwiesenbereiche.

## Schutzzweck
Das Naturschutzgebiet wurde „zur Erhaltung, Wiederherstellung und Optimierung einer Heide und Nass- und Feuchtwiesenbereichen, ferner als Lebensraum für zahlreiche gefährdete Pflanzen- und Tiergemeinschaften“ ausgewiesen. Wie bei anderen Naturschutzgebieten in Deutschland wurde in der Schutzausweisung darauf hingewiesen, dass das Gebiet „wegen der landschaftlichen Schönheit und Einzigartigkeit“ zum Naturschutzgebiet wurde.
Bei den Verboten ist u. a. untersagt, „die Heideflächen sowie die Nass- und Feuchtwiesenbereiche in eine andere Nutzung umzuwandeln“.